# Hôpital Saint-Mathieu-à-la-Chaîne

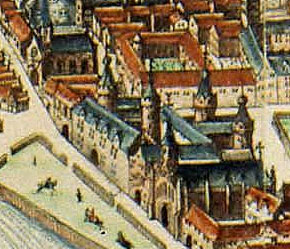
Situering van het hospitaal, op een kaart van Bleau

Het Hôpital Saint-Mathieu-à-la-Chaîne (Sint-Mattheüshospitaal) was een hospitaal te Luik.

## Geschiedenis
Dit hospitaal werd in 1112 gesticht door Gauthier de Chauvency en was aanvankelijk slechts voor pelgrims bedoeld. Gauthier was proost van het kapittel van de Sint-Lambertuskathedraal. Dit stond bekend als Vieil hôpital (oud hospitaal) en was gesitueerd nabij de kathedraal.
Omstreeks 1200 kwam het Nouvel hôpital in gebruik. De Reguliere Orde van Sint-Augustinus ging het beheren. Aangezien het hospitaal binnen het clausuur van het klooster lag, werd de toegang afgesloten door een ketting (chaîne).
In 1468 werd het hospitaal geplunderd door soldaten, tijdens de oorlogen tussen Luik en Bourgondië. Later volgde de herbouw. De kapel werd begin 16e eeuw herbouwd en in 1523 ingewijd door prins-bisschop Everhard van der Marck.
In 1592 werd een grootseminarie in de gebouwen van klooster en hospitaal gevestigd. Er werden colleges in theologie, logica en fysica verzorgd. De jezuïeten van het Collège en Isle de Liège, een voorloper van de Universiteit van Luik, gaven daar diverse colleges en verkregen in 1785 het eigendom. Het seminarie werd overgebracht naar het Collège en Isle. Nadat de Franse heersers het seminarie hadden opgeheven, verhuisde het seminarie in 1809 naar de Abdij van Beaurepart.

## Het einde

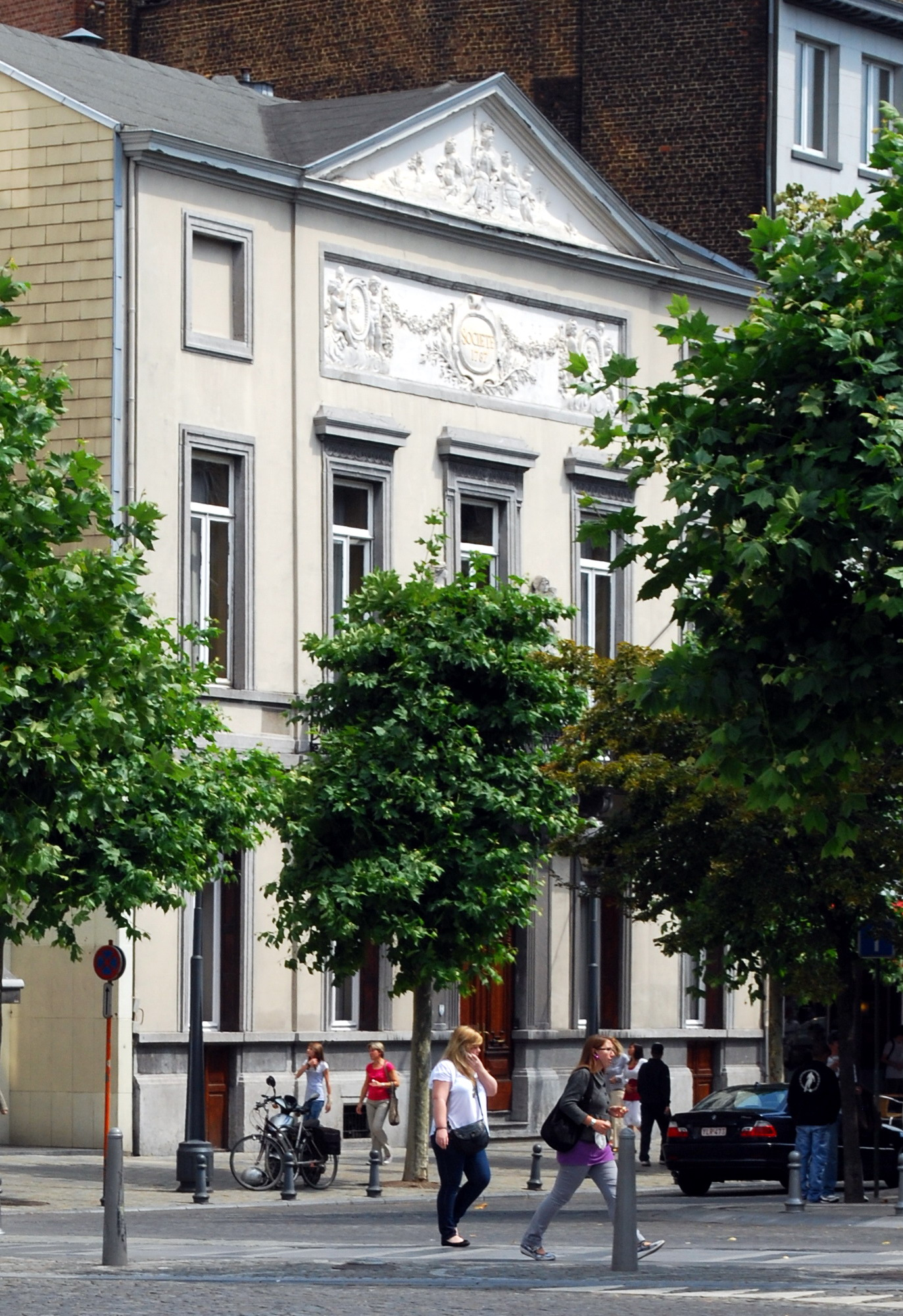
Gebouw van de Letterkundige Kring van Luik

In 1786 werden de gebouwen van het voormalige hospitaal gesloopt, nadat het was verkocht aan de architect Jacques-Barthélemy Renoz. Deze legde op het terrein een straat aan die de Place Verte met de Place aux Chevaux (tegenwoordig: Place de la République française) verbond. Aan laatstgenoemd plein werd een bouwwerk in Lodewijk XVI-stijl opgericht, waarin de Société littéraire de Liège (letterkundige kring van Luik) zich vestigde.
We weten niet hoe de gebouwen van het voormalige hospitaal, noch die van het grootseminarie, eruit hebben gezien, daar er geen tekening van is overgeleverd.

## Bron
- Dit artikel of een eerdere versie ervan is een (gedeeltelijke) vertaling van het artikel Hôpital Saint-Mathieu à la Chaîne op de Franstalige Wikipedia, dat onder de licentie Creative Commons Naamsvermelding/Gelijk delen valt. Zie de bewerkingsgeschiedenis aldaar.